# Извън играта
„Извън играта“ (на английски: The Way Back) е американски филм, спортна драма от 2020 година на режисьора Гавин О'Конър по сценарий на Брад Ингелсби. Във филма участват Бен Афлек, Ал Мадригал, Микаела Уоткинс и Джанина Гаванкар.
Филмът е пуснат по кината на 6 март 2020 г. от Уорнър Брос. В отговор на коронавирусната пандемия и затварянето на кината в целия свят Уорнър Брос прави филма достъпен на 24 март 2020 г.

## Актьорски състав
| Актьор           | Роля               |
| ---------------- | ------------------ |
| Бен Афлек        | Джак Кънингам      |
| Ал Мадригал      | Дан                |
| Микаела Уоткинс  | Бет                |
| Джанина Гаванкар | Анджела            |
| Глин Търман      | Док                |
| Джон Ейлуард     | Отец Едуард Дивайн |
| Тод Сташуик      | Кърт               |
| Брандън Уилсън   | Брандън Дърет      |
| Чарлс Лот младши | Чъбс Хендрикс      |
| Уил Роп          | Кени Доус          |
| Хейс Маккартър   | Ерик               |
| Джеръми Рачфорд  | Мати               |
| Ти Кей Картър    | Ръс Дърет          |
| Да'Винчи         | Девън Чайлдрес     |
| Рейчъл Карпани   | Даян               |
| Марлийн Форте    | Гейл               |
| Мелвин Грег      | Маркъс Париш       |
| Крис Бруно       | Сал ДеСанто        |
| Дан Лаурия       | Джери Норис        |

## В България
В България филмът е пуснат на 6 март 2020 г. от „Александра Филмс“.
На 19 септември 2022 г. е излъчен по „Би Ти Ви Синема“ с български войсоувър дублаж на „Ви Ем Ес“. Ролите се озвучават от Елена Бойчева, Светлана Смолева, Симеон Владов, Момчил Степанов и Станислав Димитров.